# Rue Buzelin
La rue Buzelin est une voie du 18e arrondissement de Paris, en France.

## Situation et accès
La rue Buzelin est une voie publique située dans le 18e arrondissement de Paris. Elle débute au 72 bis, rue Riquet, croise l'impasse Molin et se termine au 13, rue de Torcy.

## Origine du nom
Elle tire son nom d'un propriétaire du lieu. En 1822, Jacques Nicolas Buzelin, jardinier, demeurait au 4, rue de la Tournelle (aujourd'hui rue Riquet).

## Historique

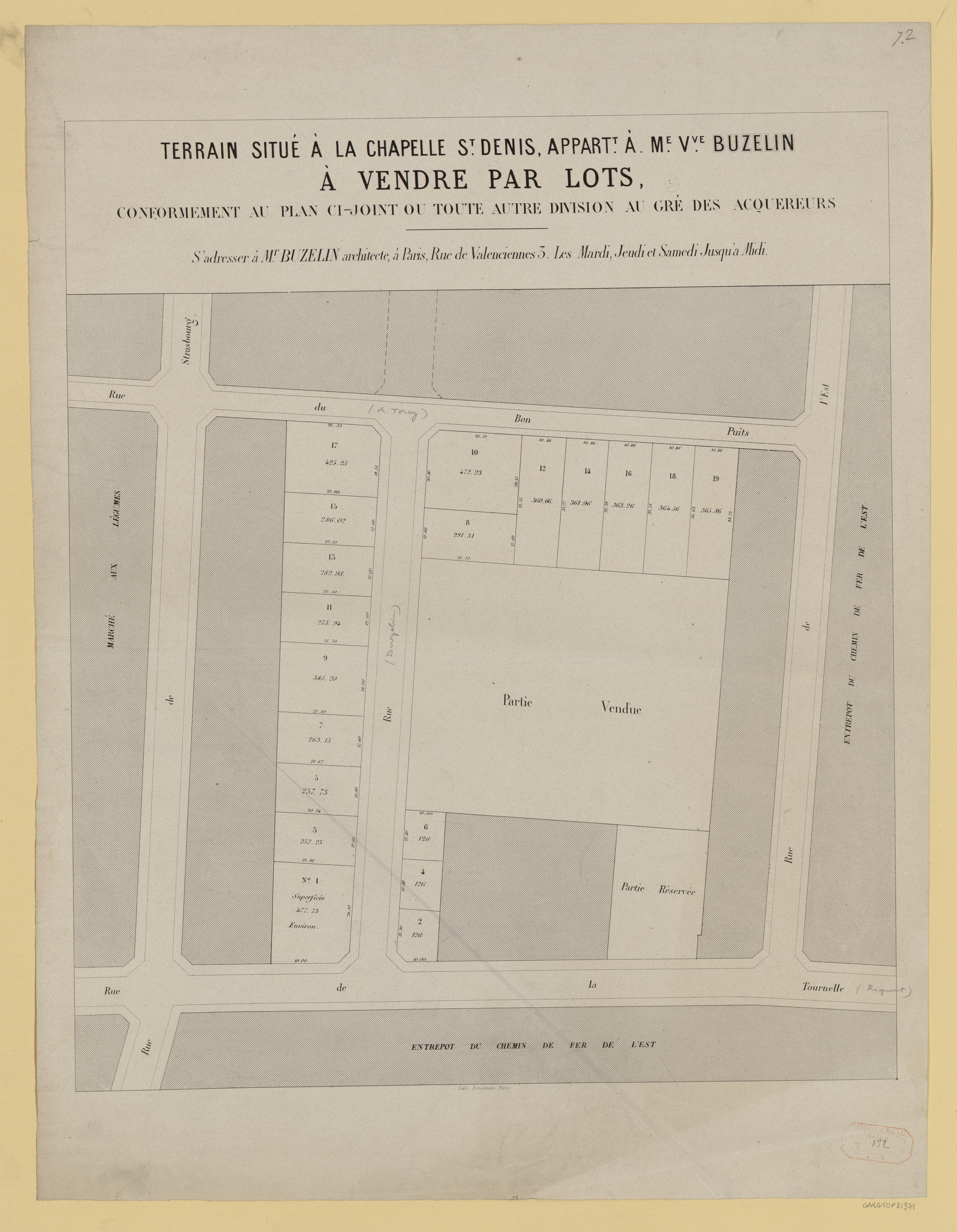
Terrain situé à la Chapelle Saint-Denis, appartenant à Madame Veuve Buzelin - Paris Musées 20230614103531

Ouverte et dénommée par une délibération municipale de la commune de la Chapelle en date du 8 novembre 1858, cette rue est classée dans la voirie parisienne par un décret du 23 mai 1863.
Le journaliste Edmond Loutil y a vécu à partir de 1867.
Le clip du morceau Drill FR 4 de Gazo et Freeze Corleone a été tourné dans cette rue.